# 유니콘 (음악 그룹)
유니콘(Unicorn)은 쇼브라더스엔터테인먼트의 베테랑 알앤비 가수 김조한이 프로듀싱한 4인조 K-pop 걸 그룹이다. 김조한에 따르면 마치 유니콘의 뿔이 치료의 힘을 가진 것처럼 이 그룹 이름은 음악으로 사람을 치유하는 그룹의 목표를 가리킨다. 이 밴드는 2015년 9월 3일 데뷔하였다.
2017년 9월 5일, 루미는 인스타그램에 이 그룹의 해체를 발표하였다.

## 이전 구성원
- 유진
- 루미
- 가영
- 샐리
- 위니